# Baculentulus matsuokai
Baculentulus matsuokai är en urinsektsart som först beskrevs av Imadaté 1965.  Baculentulus matsuokai ingår i släktet Baculentulus och familjen lönntrevfotingar. Inga underarter finns listade.